# TY del Corb
TY del Corb (Ty Corvi) és una estrella de magnitud aparent +5,26 a la constel·lació del Corb, prop del límit amb la constel·lació de la Copa. És un estel distant, situada a uns 1.760 anys llum del sistema solar.
Estrella blanc-blavosa, TY del Corb ha estat catalogada com subgegant de tipus B2IV o com a estrella de la seqüència principal B1.5V. És un estel calent de 16.500 K de temperatura, amb una lluminositat 7.690 vegades més gran que la del Sol. És una estrella binària espectroscòpica, és a dir, la seva duplicitat s'ha conegut per l'efecte Doppler de les seves línies espectrals. El seu període orbital és de només 2,963 dies.
TY del Corb és una variable el·lipsoidal rotatòria la lluentor varia entre magnitud +5,19 i +5,23. En aquestes estrelles, sempre binàries pròximes, la variació és deguda a la forma el·lipsoidal de les components, que fa que canviï l'àrea visible a mesura que s'hi mouen en la seua òrbita. Spica (α Virginis) és la variable el·lipsoidal rotatòria més coneguda.
S'ha postulat que TY del Corb és una estrella fugitiva antiga del disc galàctic, i que és una possible endarrerida blava en el Grup de les Híades.
Durant l'acostament a Mercuri de la Mariner 10 el 1974 es va pensar haver descobert una lluna de Mercuri, la qual va resultar ser en realitat aquest estel.